# Roche de Mio
La roche de Mio est un sommet de France dans la partie septentrionale du massif de la Vanoise, en Savoie, dominant la vallée du Ponturin et Peisey-Nancroix au nord, celle du Doron de Champagny au sud et la station de sports d'hiver de la Plagne au nord-ouest. Accessible en remontées mécaniques, notamment la télécabine de la Roche de Mio, elle constitue l'une des montagnes intégrées au domaine skiable de la Plagne et plus largement de l'espace Paradiski.

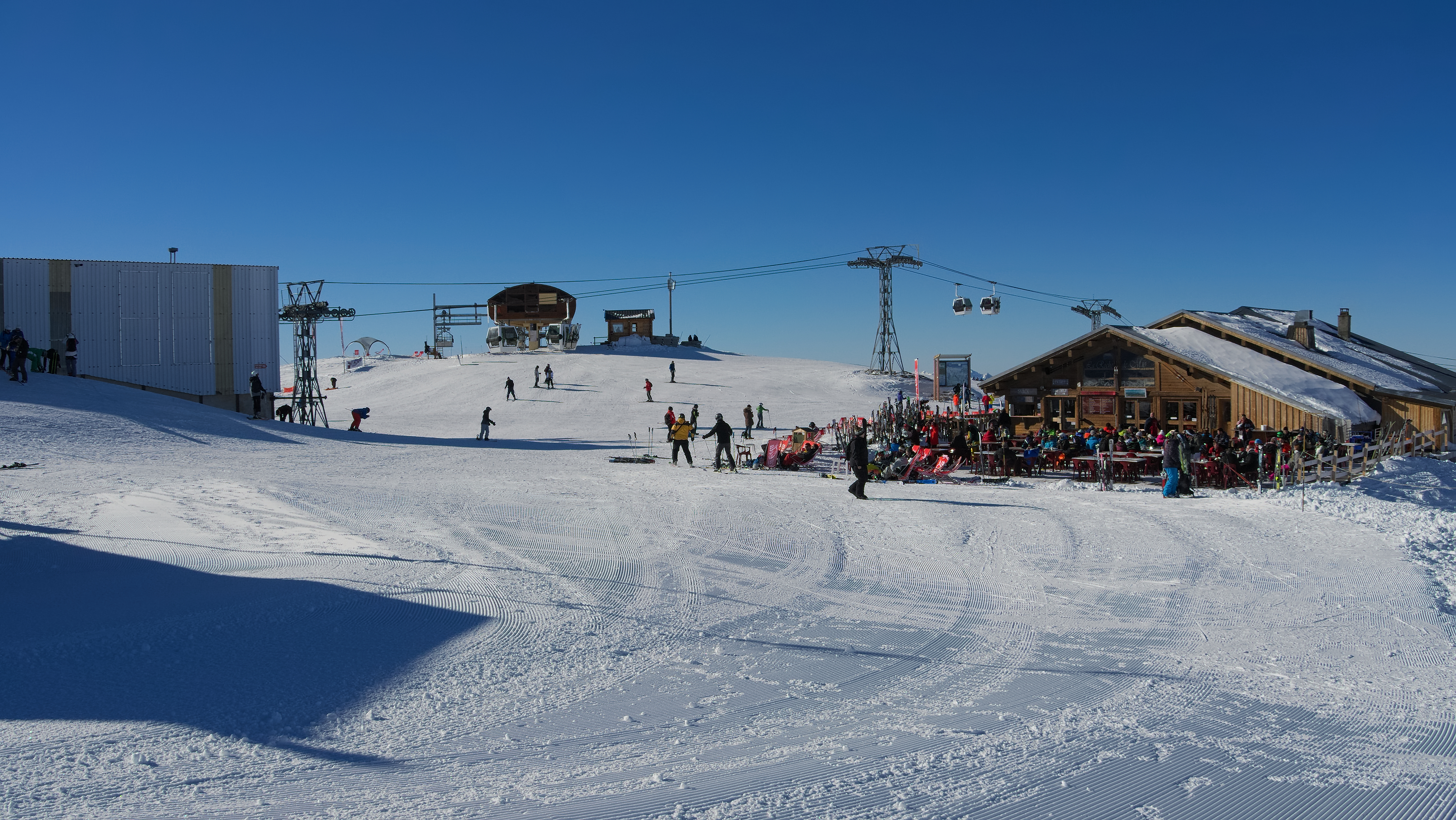
Bâtiments d'arrivée de remontées mécaniques et restaurant d'altitude au sommet de la roche de Mio.